# 해럴드와 보라색 크레용 (영화)
《해럴드와 마법 크레용》(영어: Harold and the Purple Crayon)은 2024년 개봉한 미국의 판타지 영화이다. 카를루스 사우다냐가 감독을 맡았으며, 크로켓 존슨의 동명 동화가 영화의 원작이다.

## 출연
- 재커리 레비 - 해럴드
- 릴 렐 하워리 - 무스
- 벤저민 보타니 - 멜
- 조이 데이셔넬 - 테리
- 태니아 레이놀즈 - 호저
- 라비 파텔 - 프라사드
- 카밀 구아티 - 실바 형사
- 피트 가드너 - 러브 형사
- 앨프리드 몰리나 - 내레이션